# Paweł Korzec
Paweł Korzec, urodzony jako Pinkus Mendel Korzec (ur. 28 października 1919 w Łodzi, zm. 15 maja 2012 w Paryżu) – polsko-żydowski historyk dziejów ruchu robotniczego, wieloletni członek PZPR. W młodości działacz partyzantki antyhitlerowskiej. Od 1969 na emigracji.

## Życiorys
Urodził się w 1919 roku w łódzkiej rodzinie żydowskiej.. W 1937 ukończył szkołę powszechną w Łodzi i pracował jako tkacz. Po 1939 przebywał na terenie okupacji radzieckiej, a od 1942 działął w partyzantce anthitlerowskiej w Białostockiem. Od 1 sierpnia 1944 referent śledczy Komendy Powiatowej Milicji Obywatelskiej w Białymstoku. Ukończył Centralną Szkołę Oficerów Polityczno-Wychowawczych Milicji Obywatelskiej. Następnie zastępca Komendanta Wojewódzkiego Milicji Obywatelskiej w Lublinie. Od stycznia 1945 zastępca Komendanta Wojewódzkiego Milicji Obywatelskiej w Łodzi w stopniu podporucznika. Od 10 sierpnia 1945 pracownik Komendy Wojewódzkiej w Bydgoszczy. Jesienią 1945 oskarżony o zabójstwo kapitana Romualda Myślickiego w Łodzi w dniu 13 października 1945 i skazany przez Wojewódzki Sąd Rejonowy w Łodzi na 5 lat pozbawienia wolności. Zwolniony w grudniu 1945. W 1946 odszedł z Milicji Obywatelskiej na studia historyczne na UŁ. Ukończył je w grudniu 1948. Następnie zatrudniony jako asystent na Uniwersytecie Łódzkim, od 1951 do października 1953 aspirant. W lutym 1954 uzyskał stopień kandydata nauk historycznych pod kierunkiem Natalii Gąsiorowskiej. Adiunkt od 1954, zastępca profesora od 1954, docent od 1956 w Instytucie Historii Uniwersytetu Łódzkiego. Członek PPR/PZPR od 1944. Od 1969 na emigracji – pracownik Centre national de la recherche scientifique. Na łamach paryskich „Zeszytów Historycznych” krytycznie odniósł się do problemów funkcjonowania Zakładu Historii Partii i historiografii partyjnej.

## Wybrane publikacje
- Z dziejów robotniczego miasta, Warszawa: Czytelnik 1951.
- (współautor: Ireneusz Ihnatowicz), Kryzys surowcowy 1861 – 1865 (głód bawełniany) w przemyśle łódzkim, Łódź: Łódzkie Towarzystwo Naukowe : Zakład im. Ossolińskich we Wrocławiu 1955.
- (współautor: Edward Szuster), Łódzkie powstanie zbrojne w czerwcu 1905 r., Warszawa: Książka i Wiedza 1956.
- Walki rewolucyjne w Łodzi i okręgu łódzkim w latach 1905-1907, Warszawa: Państwowe Wydawnictwo Naukowe 1956.
- Źródła do dziejów rewolucji 1905-1907 w okręgu łódzkim, t. 1 cz. 1: [1900-1904], pod red. Natalii Gąsiorowskiej, wyd. Ireneusz Ihnatowicz, Paweł Korzec, Warszawa: Książka i Wiedza 1957.
- Źródła do dziejów rewolucji 1905-1907 w okręgu łódzkim, t. 1 cz. 2: [1905], red. Natalia Gąsiorowska, wyd. Paweł Korzec, udział w oprac. Zdzisław Spieralski, Warszawa: Książka i Wiedza 1958.
- Rewolucja 1905-1907 na ziemiach polskich, Warszawa: Państwowe Zakłady Wydawnictw Szkolnych 1958.
- Rewolucja 1905-1907 w Rosji, Warszawa: Państwowe Zakłady Wydawnictw Szkolnych 1959.
- (redakcja) Stanisław Pestkowski, Wspomnienia rewolucjonisty, oprac. Paweł Korzec, Łódź: Wydawnictwo Łódzkie 1961.
- (redakcja) Wielki Proletariat w okręgu łódzkim : teksty źródłowe, zebrał i oprac. Paweł Korzec, tł. Zygmunt Grosbart, Łódź: Wydawnictwo Łódzkie 1963.
- Źródła do dziejów rewolucji 1905-1907 w okręgu łódzkim, t. 2, wyd. Paweł Korzec, red. Natalia Gąsiorowska, Warszawa: „Książka i Wiedza” 1964.
- Pół wieku dziejów ruchu rewolucyjnego Białostocczyzny : 1864-1914, Warszawa: „Książka i Wiedza” 1965.
- Rok 1905 w Łodzi, Łódź: Wydawnictwo Łódzkie 1965.
- Materiały do studiów nad historiografią Polski Ludowej (w zakresie historii najnowszej), „Zeszyty Historyczne”, 1971, z. 20, s. 43-58.
- Materiały do studiów nad historiografią PRL w zakresie historii najnowszej, „Zeszyty Historyczne”, 1972, z. 21, s. 3-21.
- Materiały do studiów nad historiografią PRL w zakresie historii najnowszej (III), „Zeszyty Historyczne”, 1973, z. 23, s. 19-32.
- Materiały do studiów nad historiografią PRL w zakresie historii najnowszej (IV), „Zeszyty Historyczne”, 1973, z. 24, s. 31-51.
- Materiały do studiów nad historiografią PRL w zakresie historii najnowszej (V) (dok.), „Zeszyty Historyczne”, 1973, z. 25, s. 170-182.
- Une affaire Dreyfus polonaise : le procès de Steiger (1924- 1925), Imprimerie Montbrun 1974.
- Wstęp do Memoriału O. Durnina, „Zeszyty Historyczne”, 1974, z. 30, s. 98-102.
- Spór o społeczeństwo Drugiej Rzeczypospolitej Polskiej (1918-1939), „Zeszyty Historyczne”, 1976, z. 37, s. 229-236.
- Przyczynek do dziejów Powstania Warszawskiego 1944, „Zeszyty Historyczne”, 1978, z. 43, s. 180-181.
- Zastrzeżenia odnośnie listu Wł. Żeleńskiego na temat polskiej polityki narodowościowej (Zeszyty Historyczne Nr 48), „Zeszyty Historyczne”, 1980, z. 51, s. 230-231.
- Juifs en Pologne : la question juive pendant l'entre-deux-guerres, Paris: Presses de la Fond. Nat. des Sciences Politiques 1980.
- (przekład) Raport Gollerta [Powstanie Warszawskie 1944], tł. z niem. Paweł Korzec, Warszawa: „Signum” 1981.
- Polemika z artykułem Wł. Zeleńskiego „W cieniu Stefana Ołpińskiego (Zeszyty Historyczne nr 69), „Zeszyty Historyczne”, 1985, z. 73, s. 235.
- (współautor: Jacques Burko), Le Gouvernement polonais en exil et la persécution des juifs en France en 1942: d'après des documents inédits, Cerf 1997.